# Totémisation
Pour les articles homonymes, voir totem.
 (septembre 2008).
Si vous disposez d'ouvrages ou d'articles de référence ou si vous connaissez des sites web de qualité traitant du thème abordé ici, merci de compléter l'article en donnant les références utiles à sa vérifiabilité et en les liant à la section « Notes et références ».
La totémisation est une tradition rituelle scoute consistant à attribuer un totem, c'est-à-dire un nom d'animal  reflétant le physique, le comportement ou le caractère, suivi d'un (ou plusieurs) adjectif qualifiant la personnalité, appelé quali. Le quali est en effet, à l’origine un adjectif mais, avec le temps, certaines troupes donnent comme quali des références à des personnages, film, livres, séries ou encore des paysages, voire, plus rarement, des lieux. Il se peut qu’un quali soit une légende ou un mythe ou encore un personnage de mythe.
Le nom et l'adjectif peuvent être suivis, selon les cas, d'un lieu ou d'une circonstance et généralement d’une année. Le lieu peut être l'endroit de la totémisation ou le lieu de vie du totémisé. La circonstance est liée à un événement particulier. L’année est celle de l'attribution du totem. L'ensemble : « nom, adjectif, lieu ou circonstance » est appelé « totem ». Le nom est public, contrairement aux autres éléments du totem. Il est utilisé pour désigner son détenteur.
Traditionnellement, la cérémonie de totémisation reste secrète ; seuls les initiés, détenteurs d'un totem, appelés sachems en discutent entre eux.

## Tradition scoute
La sachémisation, ou totémisation, est une tradition scoute importée des usages amérindiens dès la fondation du scoutisme en Angleterre et implantée très tôt en France par les Éclaireurs de France. Cette pratique fut amplifiée par le commissaire Scout de France Paul Coze. Des coutumes analogues se répandaient en même temps dans les mouvements scouts du reste de l'Europe[réf. nécessaire].
Le totem de l’abbé Pierre, par exemple, était Castor Méditatif. Dans certains mouvements ou groupes scouts le totem peut être tiré du monde botanique ou de l'astronomie (Herbe, Antarès, etc). Par certains aspects on peut assimiler la totémisation à un rite de passage.
Cette pratique, et surtout son cérémonial comportant des épreuves, ont connu des dérives relevant de pratiques comparables à du bizutage. Elles font, en France, l'objet de vifs débats. Certaines associations françaises de scoutisme ont ainsi interdit ou restreint le rituel. La pratique subsiste alors sans aucune forme de violence, la totémisation se limitant à l'attribution du totem, sans épreuves rituelles [Quoi ?]

## Mouvements amérindianistes

### Mouvement Woodcraft de Seton
En 1902, Ernest Thompon Seton, un peintre et naturaliste américain d’origine britannique, publie The Birch-Bark Roll of the Woodcraft Indian, la bible du seul mouvement authentiquement et intégralement indianiste. Il propose aux jeunes américains d’imiter la civilisation Peaux Rouges, en vivant dans la nature et en pratiquant ses rites et son sens de l’honneur et de la communauté, méthode qui préfigure en bien des points le scoutisme de Baden-Powell[réf. nécessaire].
Daniel Carter Beard, un autre américain, fonde en 1905 The Society of the Sons of Daniel Boone, une organisation de jeunesse puisant elle aussi sa mythologie dans le Grand Ouest américain, absorbée par la suite par les Boys-Scouts of America.

### Le Kibbo Kift
Seule exception européenne, le Kibbo Kift est fondé en 1920 par John Hargrave, un ex-protégé de Baden-Powell. Il est expulsé du mouvement scout par Lord Baden-Powell et mélange traditions amérindiennes et revival saxon[Quoi ?], avec costumes assortis. Quintessence de l’esprit Woodcraft (l’art de la vie sauvage), son groupe devient un parti politique : les Chemises Vertes[réf. nécessaire]. Une scission du Kibbo Kift existe toujours, The Woodcraft Folk. Ailleurs en Europe, seule la Tchécoslovaquie adopte avec enthousiasme cette méthode de vie au plein air, réveillée après cinquante années d’interdiction communiste.

## Remise en question
Il est reproché à la totémisation d'être passée d'un jeu scout honorable, en 1928 à une organisation secrète parallèle au scoutisme depuis les années 1940, avec des risques de dérives (les rites et les épreuves initiatiques devenant parfois des séances dégradantes ou humiliantes).
À la suite de la loi de 1998 transposée à l’article 225-16-1 du Code pénal, réprimant le bizutage certains mouvements français directement concernés par la « totémisation dure » ont dû officiellement revoir leurs pratiques de totémisation. Les Scouts et Guides de France en ont interdit la pratique la même année.
Elle est encore largement répandue en Belgique, en Suisse et au Canada, sous une forme cérémoniale sensiblement différente et sans doute plus transparente. Par ailleurs elle est tolérée en Italie et dans certains mouvements français (Éclaireuses et Éclaireurs unionistes de France, Éclaireuses éclaireurs israélites de France). Dans tous les cas il s’agit d’une totémisation « douce »[réf. nécessaire]. Chez les scouts de Suisse la totémisation se pratique encore.
En 2002, une plainte est déposée contre une troupe belge, à propos d'une totémisation humiliante utilisant des excréments.
Le Burundi interdit la totémisation en 2013 à la suite de la mort d'un scout,.